# 中原市五郎
中原 市五郎（なかはら いちごろう、1867年6月17日（慶応3年5月15日） - 1941年（昭和16年）3月22日）は、日本の歯科医師、政治家。日本歯科医学専門学校（現：日本歯科大学）の創始者。

## 略歴
1867年（慶応3年）、信濃国伊那郡下平村（現・長野県駒ヶ根市）に生まれる。11歳で旧松本藩御殿医であった戸田義方に入門し医学を学ぶ。16歳で上京し、鋳造工として働き、代用教員を務めた後、九段で開業している歯科医岡田三百三に弟子入りし歯科医学を学び、1889年に22歳で歯科医術開業試験合格、岡田三百三の診療所を購入して開業した。
その後東京市麹町区議会議員に当選。1907年に共立歯科医学校を設立し、1909年（明治42年）には日本歯科医学専門学校と発展させた。
歯科治療用器械や、補綴用装置、特に咬合器の改良、発明に熱心であったとされる。正六位勲五等受勲。墓所は青山霊園1-ロ3-2。